# Isachne setosa
Isachne setosa är en gräsart som beskrevs av Cecil Ernest Claude Fischer. Isachne setosa ingår i släktet Isachne och familjen gräs. Inga underarter finns listade i Catalogue of Life.